# Chauconin-Neufmontiers
Chauconin-Neufmontiers is een gemeente in het Franse departement Seine-et-Marne (regio Île-de-France) en telt 1719 inwoners (2004). De plaats maakt deel uit van het arrondissement Meaux.

## Geografie
De oppervlakte van Chauconin-Neufmontiers bedraagt 17,3 km², de bevolkingsdichtheid is 99,4 inwoners per km².
De onderstaande kaart toont de ligging van Chauconin-Neufmontiers met de belangrijkste infrastructuur en aangrenzende gemeenten.

## Demografie
Onderstaande figuur toont het verloop van het inwonertal (bron: INSEE-tellingen).

1. ↑  Populations de référence 2022.